# Ertuğrul
Ertuğrul (în turcă otomană ارطغرل, cunoscut și cu titlul de Gazi, „luptător pentru credință”; n. 1198, Ahlat - d. 1281, Söğüt) a fost un conducător (bei) al tribului Kayı, o ramură a turcilor oghuzi. Migrând din Merv (Turkmenistanul de astăzi) în Anatolia, sub comanda tatălui său, Suleyman Șah, i-a ajutat cu 400 de călăreți pe selgiucizii din Sultanatul de Rum în luptele acestora împotriva Imperiului Bizantin. Ertuğrul a declanșat astfel o serie de evenimente care au dus în cele din urmă la întemeierea Imperiului Otoman.
Fiul său, Osman I, a fost primul sultan otoman.

## Context istoric
La începutul mileniului al II-lea o parte dintre triburile turcice au migrat din Asia Centrală și s-au stabilit în Asia Mică, cucerind treptat zone întinse și introducând aici religia islamică. Erau societăți războinice, cu conducători ce moșteneau poziția lor în societate și cărora toți membrii tribului la datorau credință personală. Aceste evenimente au marcat tranziția Anatoliei de la o zonă predominant creștină și vorbitoare de limbă greacă, la o zonă predominant musulmană, vorbitoare de limbi turcice.

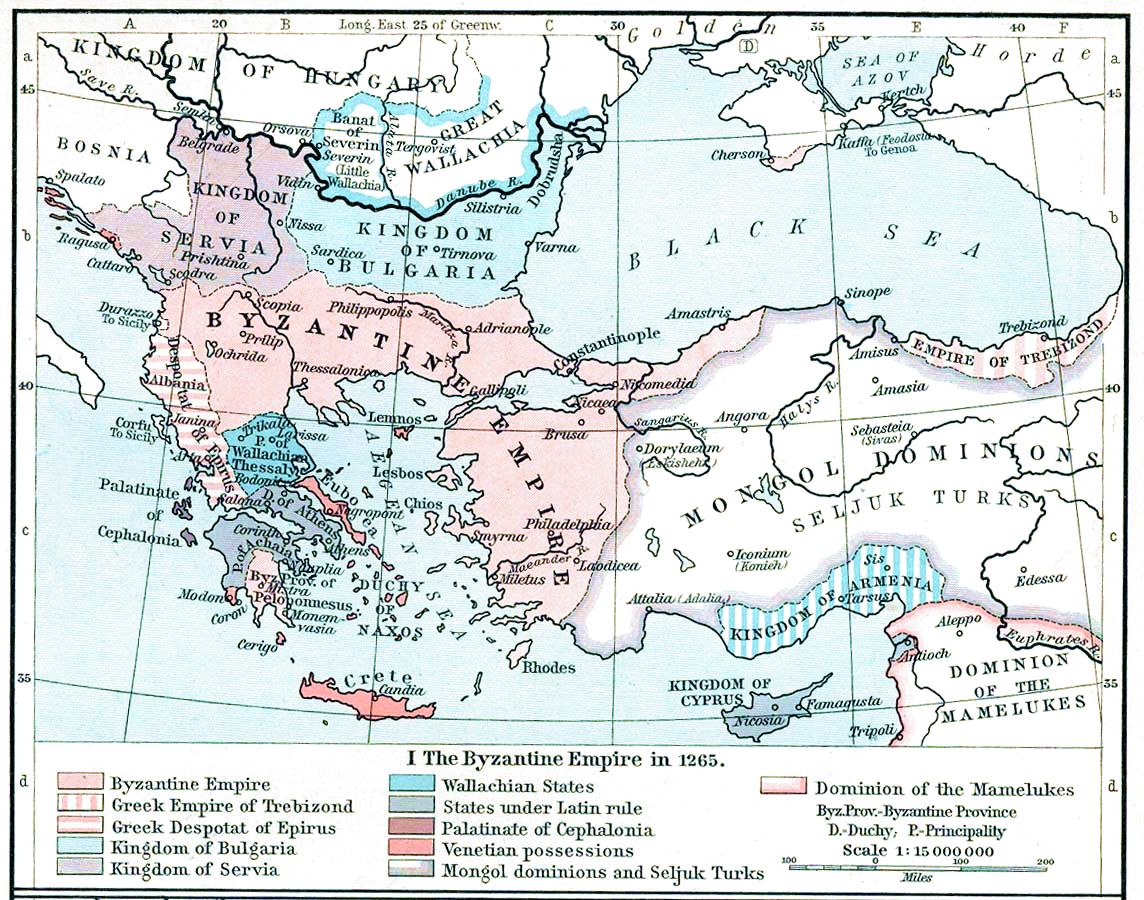
Anatolia și Imperiul Bizantin în 1265

Imperiul Roman de Răsărit a dus lupte îndelungate pentru a-și păstra posesiunile din Anatolia, dar treptat a pierdut controlul asupra acestora. Două momente importante au marcat această decădere a puterii bizantine: Bătălia de la Manzikert (1071), când turcii selgiucizi au zdrobit armatele imperiale, deschizându-și astfel drumul către teritoriile anatoliene ale Bizanțului și cucerirea Constantinopolului de către „latinii” participanți la a patra cruciadă (1204).
După o primă perioadă de glorie, când se poate vorbi despre un Mare Imperiu Selgiuc, acesta s-a descompus într-o multitudine de emirate feudale conduse de beii locali, dezbinate de rivalități dinastice și teritoriale, care nu s-au putut opune cu succes cruciaților apuseni. Cea mai puternică formațiune statală a turcilor selgiucizi a rămas Sultanatul de Rum, care a avut însă mari dificultăți din cauza invaziilor mongole. După înfrângerea din Bătălia de la Köse Dağ⁠(en)[traduceți] (iunie 1243), Sultanatul de Rum a devenit vasal al Imperiului Mongol.
În acest context politic și militar s-a remarcată Ertuğrul (1198-1281), conducătorul tribului Kayı, popor nomad de origine turcică înrudit cu uzii. În secolul al XIII-lea a venit în Anatolia dinspre Turkmenistan pentru a-i ajuta pe turcii selgiucizi în luptele lor împotriva bizantinilor. Sosirea în Asia Mică și acțiunile sale stau la baza unui lanț de evenimente care au dus la întemeierea Imperiului Otoman, fiul său, Osman, fiind fondatorul acestui imperiu iar numele său dând și denumirea viitorului stat.

## Biografie
Ertuğrul s-a născut la sfârșitul secolului al XII-lea în Ahlat, o localitate din extremitatea estică a Anatoliei, situată pe țărmul nordvestic al Lacului Van. Era al doilea fiu al lui Suleyman Șah, beiul tribului Kayı, o ramură a turcilor oghuzi. În 1230, i-a succedat tatălui său ca șef al tribului Kayı, ca urmare a ajutorului militar pe care l-a acordat selgiucizilor în luptele acestora cu bizantinii.
Kayqubad I, Sultanul de Rum, l-a răsplătit pentru serviciile aduse cu pământuri situate în Karaca Dağ, o zonă montană din apropiere de Angora (Ankara de astăzi).
Mai târziu, Ertuğrul a primit de la Sultanul de Rum localitatea Söğüt și ținutul înconjurător, pe care el le cucerise de la bizantini în anul 1231. S-a stabilit definitiv acolo, împreună cu tot tribul Kayı.
A murit în 1281, fiind înmormântat la Söğüt. Fiul său, Osman I, considerat de istorici ca fiind fondatorul Imperiului Otoman, și-a menținut reședința la Söğüt până în 1326, când a cucerit Bursa de la bizantini. În afară de Osman, Ertuğrul a mai avut doi fii: Saru Batu Savcı Bey și Gündüz Bey.

## In memoriam
Moscheea Ertuğrul Gazi⁠(en)[traduceți] din Așgabat (capitalaTurkmenistanului) a fost denumită astfel în onoarea lui Ertuğrul. În secolul al XIX-lea o fregată a marinei militare otomane i-a purtat numele. În orașul Söğüt se află un muzeu etnografic purtând numele „Muzeul Ertuğrul Gazi”, precum și mausoleul lui Ertuğrul.

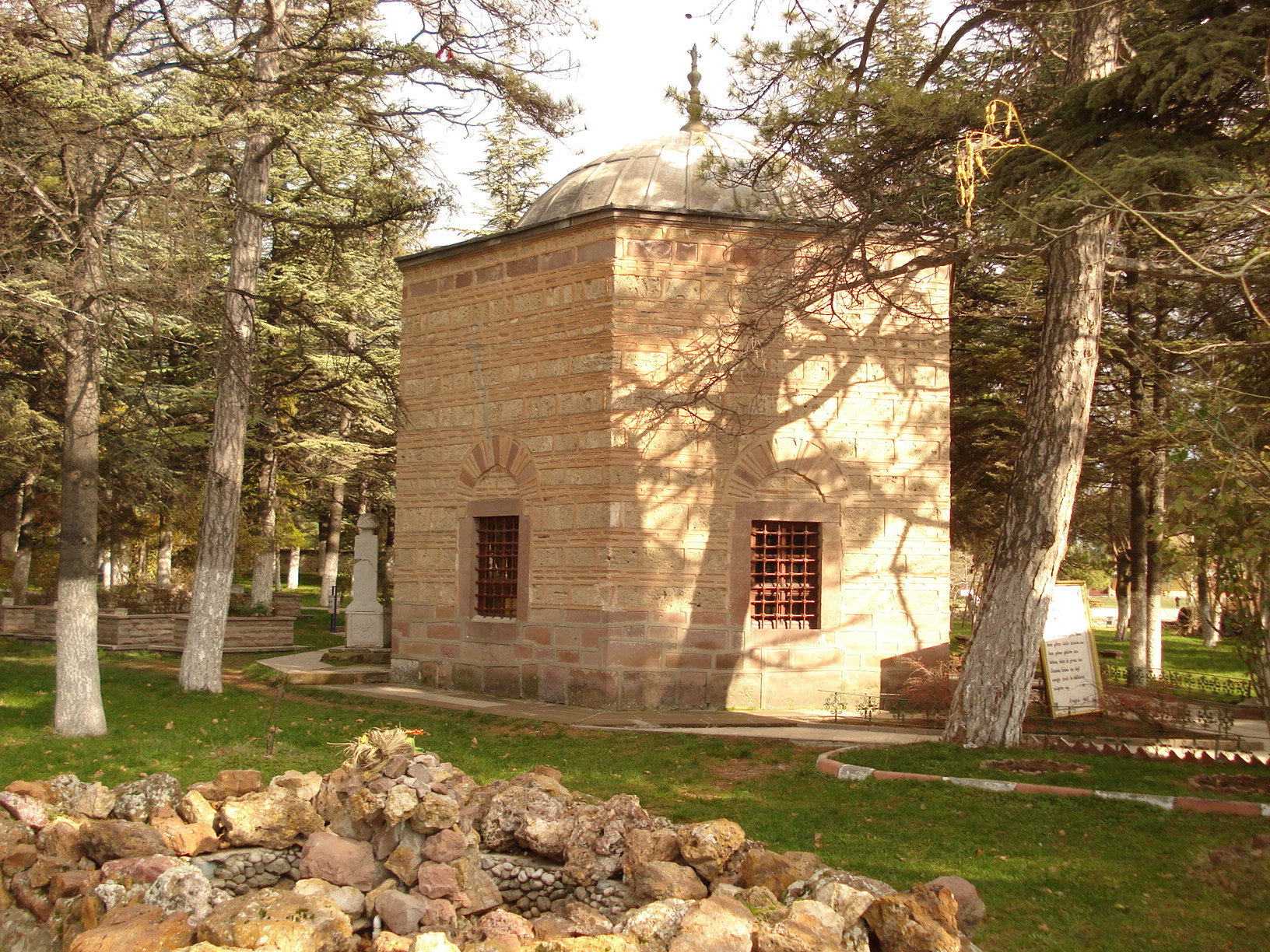
Mausoleul lui Ertuğrul din Söğüt

Recent (în 2014) a fost realizat un serial de televiziune Diriliș: Ertuğrul⁠(en)[traduceți] (difuzat în România de postul Prima TV cu titlul „Putere și glorie”); firul narativ al acestui serial istoric și de aventuri descrie viața lui Ertuğrul, care luptă pentru visele și idealurile sale.